# William Saunders (fotograf)

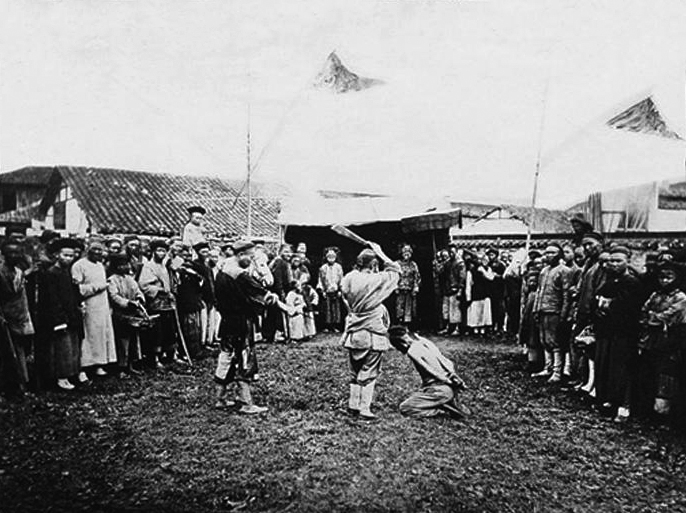
Popravčí scéna, asi 1870–1880

William Thomas Saunders (1832 – 1892) byl britský fotograf, který se usadil v Číně a stal se tam jedním z hlavních komerčních fotografů v devatenáctém století.

## Život a kariéra
William Saunders, narozený v Británii v roce 1832, si otevřel v lednu 1862 jedno z prvních šanghajských fotografických ateliérů. Ačkoliv byl Saunders hlavně portrétista, jeho fascinace Čínou jej vedla také k fotografování aktuálních událostí, místní scenérie a místní populace.
Ačkoli mnoho Saundersových scén každodenního čínského života byly kvůli omezením fotografických procesů pózované, i tak poskytují přesné odrazy života v devatenáctém století v Číně a přispěly k šíření znalostí o čínských zvycích a tradicích po celém Západu.

## Publikace
Výběr fotografií Williama Saunderse byl publikován v rané sérii 50 tisků publikovaných v roce 1871 jako Portfolio of Sketches of Chinese Life and Character (Portfolio medailónků čínského života a postav). Saunders také pravidelně přispíval do západních publikací, jako byli například Far East nebo Illustrated London News. Fotografoval také místní přístavy v Číně a Japonsku, včetně Jokohamy, kde se v srpnu 1862 usadil na tři měsíce. Mnoho z jeho tisků, zejména scény popravy, byly považovány za nadčasové a byly použity o desetiletí později k ilustraci tehdejších událostí.
Fotografie Williama Saunderse byly velmi populární v celé Číně, kde byly prodávány jinými fotografy. Jeho fotografie jsou charakteristické svým obdélníkovým tvarem se zaoblenými rohy a oválnou vinětací.

## Galerie

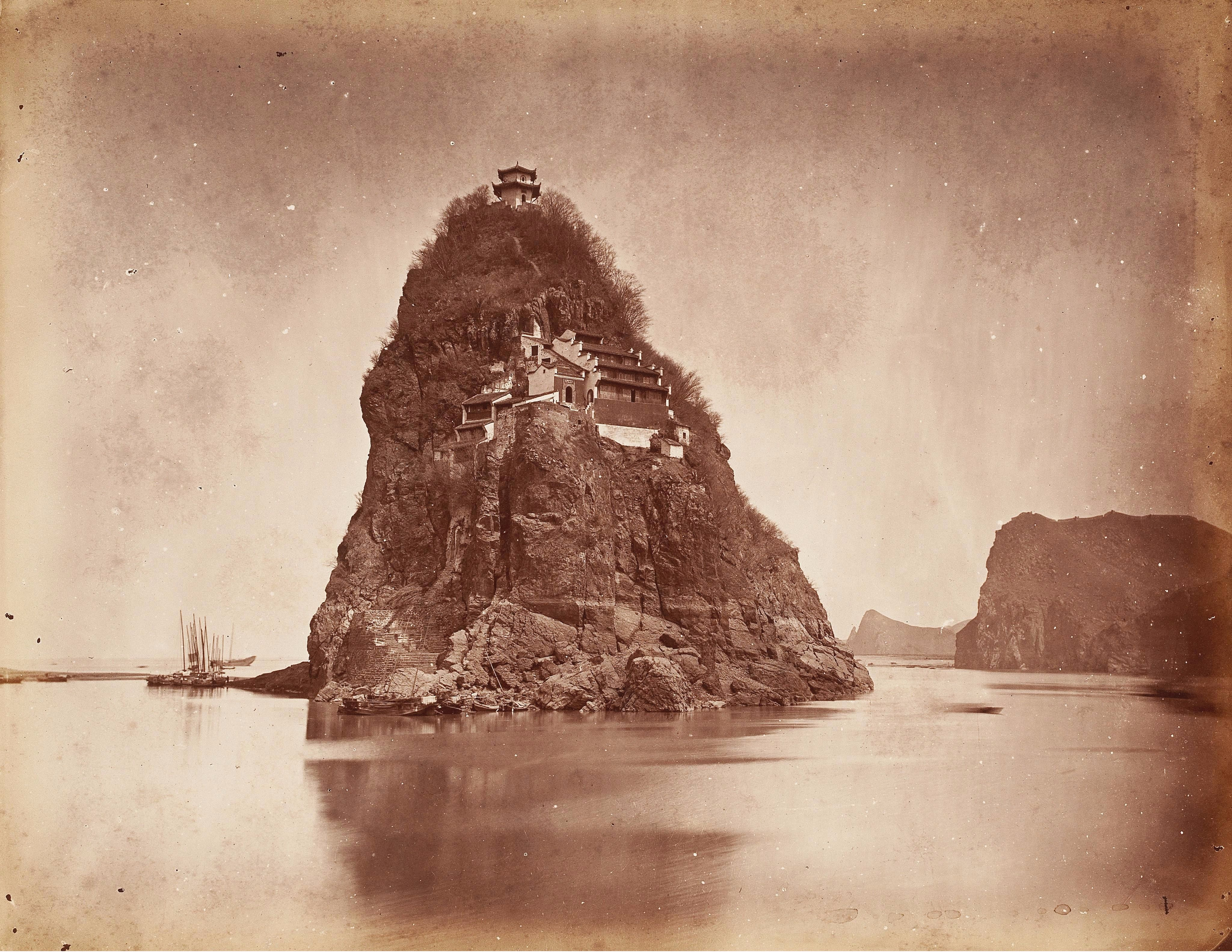
Ostrov 1870–1880
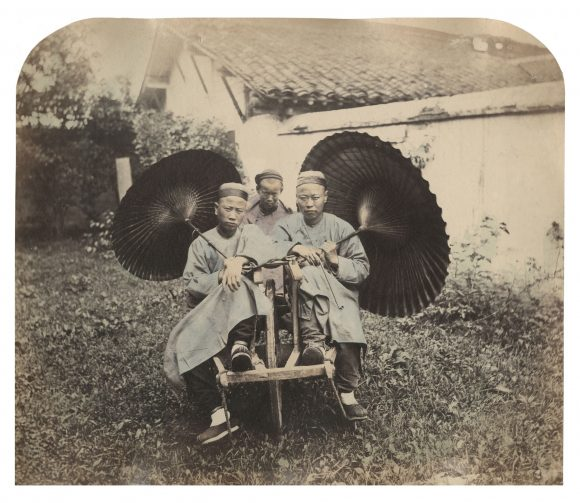
Snímek ze série Portfolio of Sketches of Chinese Life and Character (Portfolio medailónků čínského života a postav), Šanghaj, 1860–1870, ručně kolorovaná albumenová fotografie
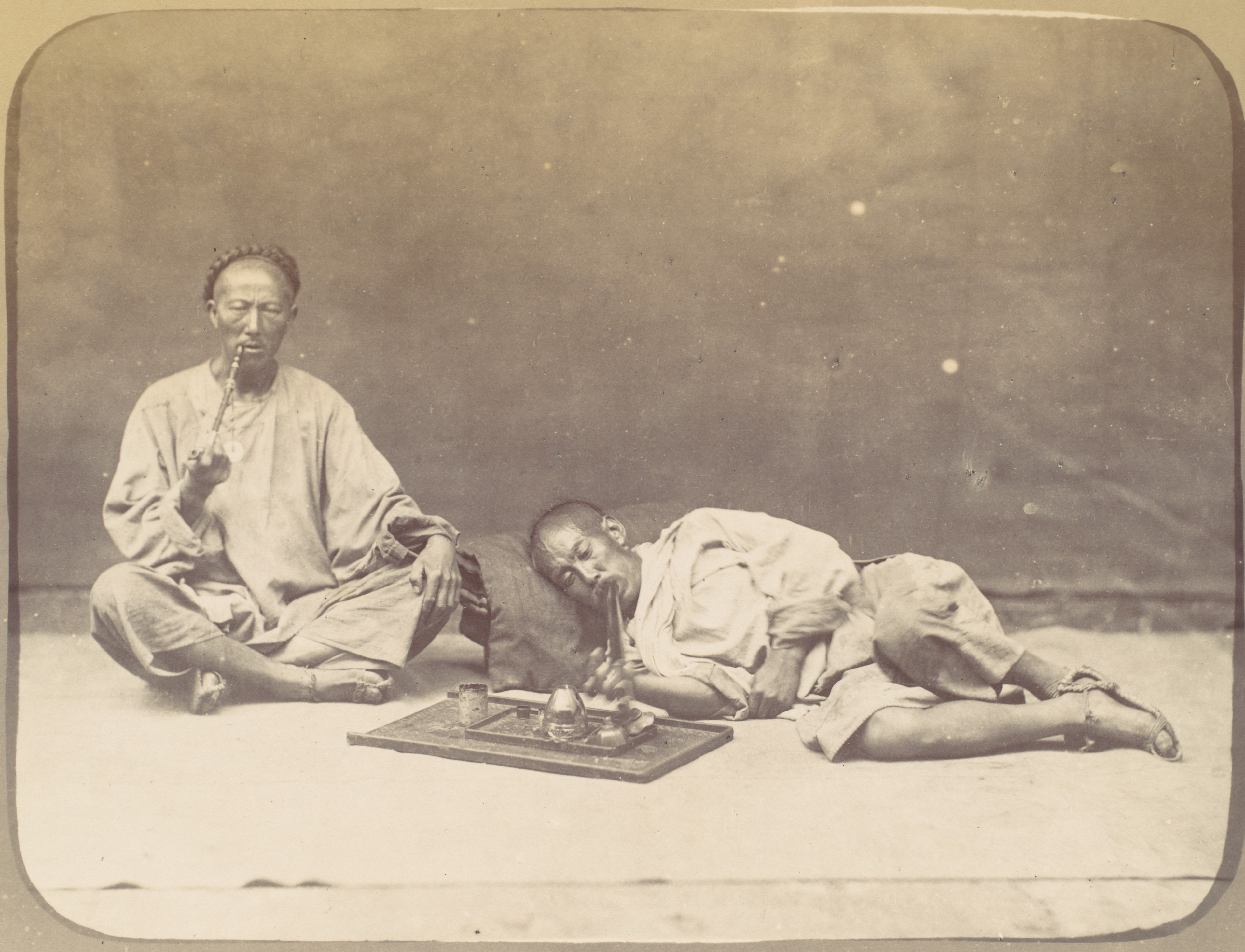
Kuřáci opia
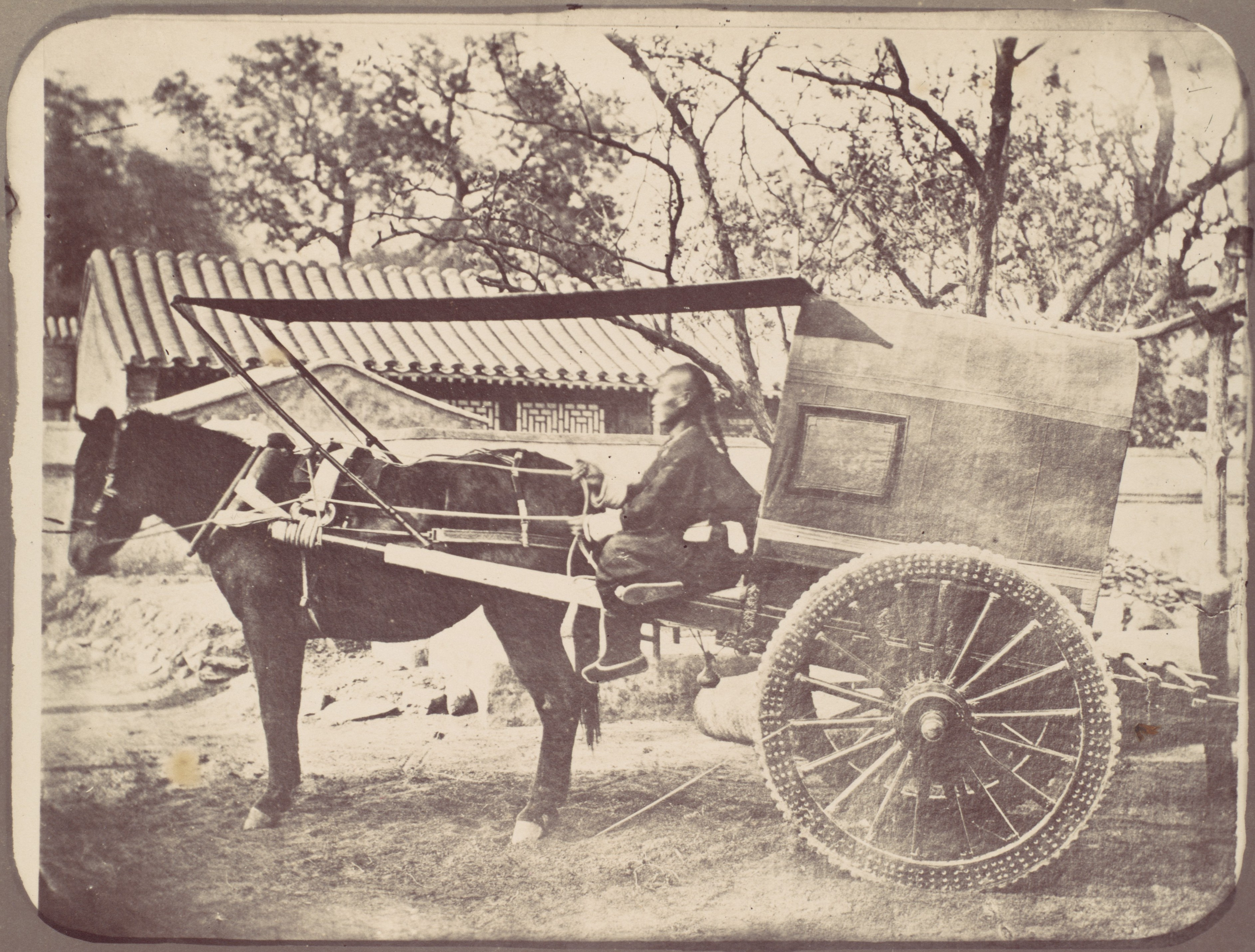
Povoz v Pekingu
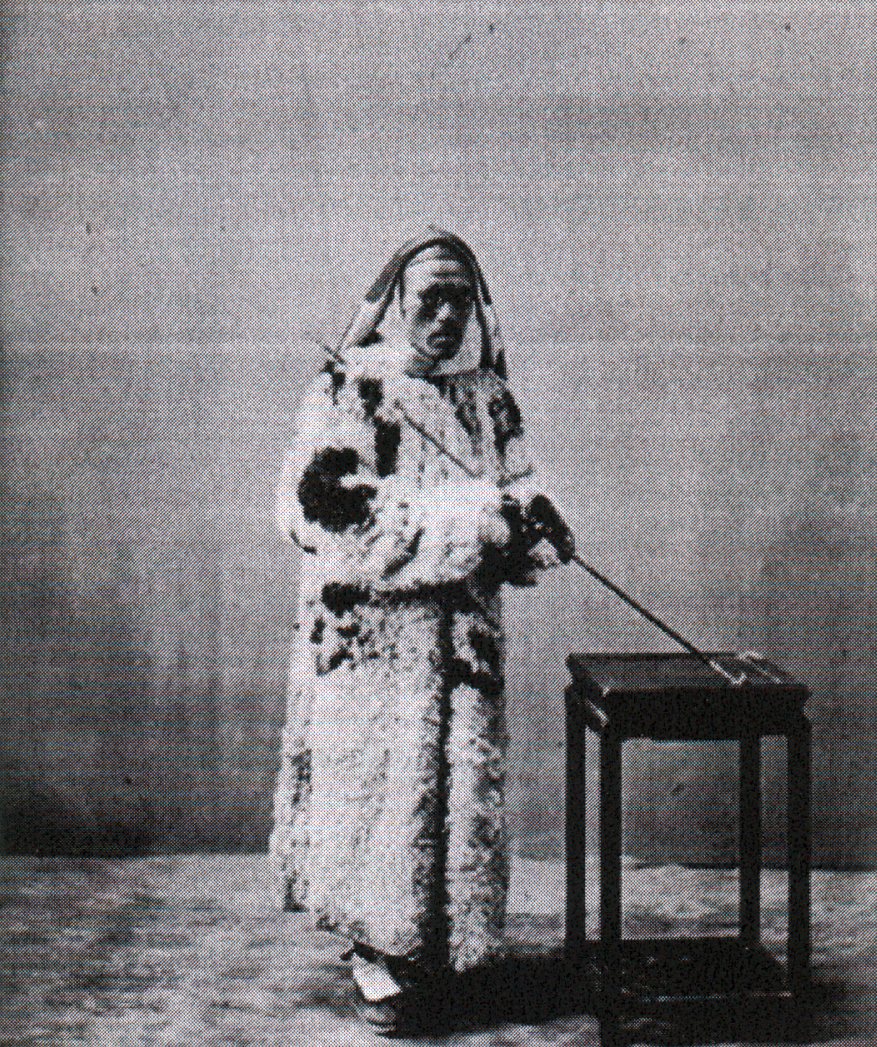
Portrét muže ve studiu, 1865–1875